# DSV Leoben
DSV Leoben – austriacki klub piłkarski z siedzibą w Leoben.

## Historia
DSV Leoben został założony 1 lutego 1928 jako Werkssportverein Donawitz. W 1958 klub po raz pierwszy awansował do I ligi. W inauguracyjnym sezonie klub zajął 10. miejsce. Pobyt w I lidze trwał tylko dwa sezony i zakończył się spadkiem z ligi w 1960. Do I ligi klub powrócił na jeden sezon w 1968. W 1970 klub zmienił nazwę na WSV Alpine Donawitz.
22 czerwca 1992 Alpine Donawitz połączyło się z 1. FC Leoben tworząc nowy klub DSV Leoben. Ostatni raz w austriackiej ekstraklasie klub występował w sezonie 1992-1993 kiedy to walczył o awans do niej w grupie awans/spadek. Leoben zajęło w niej 5. miejsce i nie uzyskało awansu. Największy sukces w historii klub osiągnął w 1995, kiedy to dotarł do finału Pucharu Austrii, gdzie uległ 0-1 Rapidowi Wiedeń. Obecnie klub występuje w Regionallidze (III liga).

## Sukcesy
- finał Pucharu Austrii: 1995.
- 4 sezony w Bundeslidze: (1958–1960, 1968–1969, 1992–1993).

## Znani piłkarze w klubie
| - Thomas Pichlmann - Roland Linz - Martin Ehrenreich - Christian Gratzei - Michael Gspurning - Walter Schachner - Otto Konrad | - Marko Stanković - Gilbert Prilasnig - Hans Pirkner - Hubert Baumgartner - Andriej Czernyszow - Marek Penksa |

## Sezony wI lidze
| Sezon     | Uzyskane Miejsce     |
| --------- | -------------------- |
| 1958-1959 | 10                   |
| 1959-1960 | 13 (spadek)          |
| 1968-1969 | 15 (spadek)          |
| 1992-1993 | 5 w gr. awans/spadek |